# Strada statale 440 di Porto Santo Stefano
La ex strada statale 440 di Porto Santo Stefano (SS 440), ora strada provinciale 161 Porto Santo Stefano (SP 161), è una strada provinciale italiana che collega il promontorio dell'Argentario all'entroterra.

## Percorso

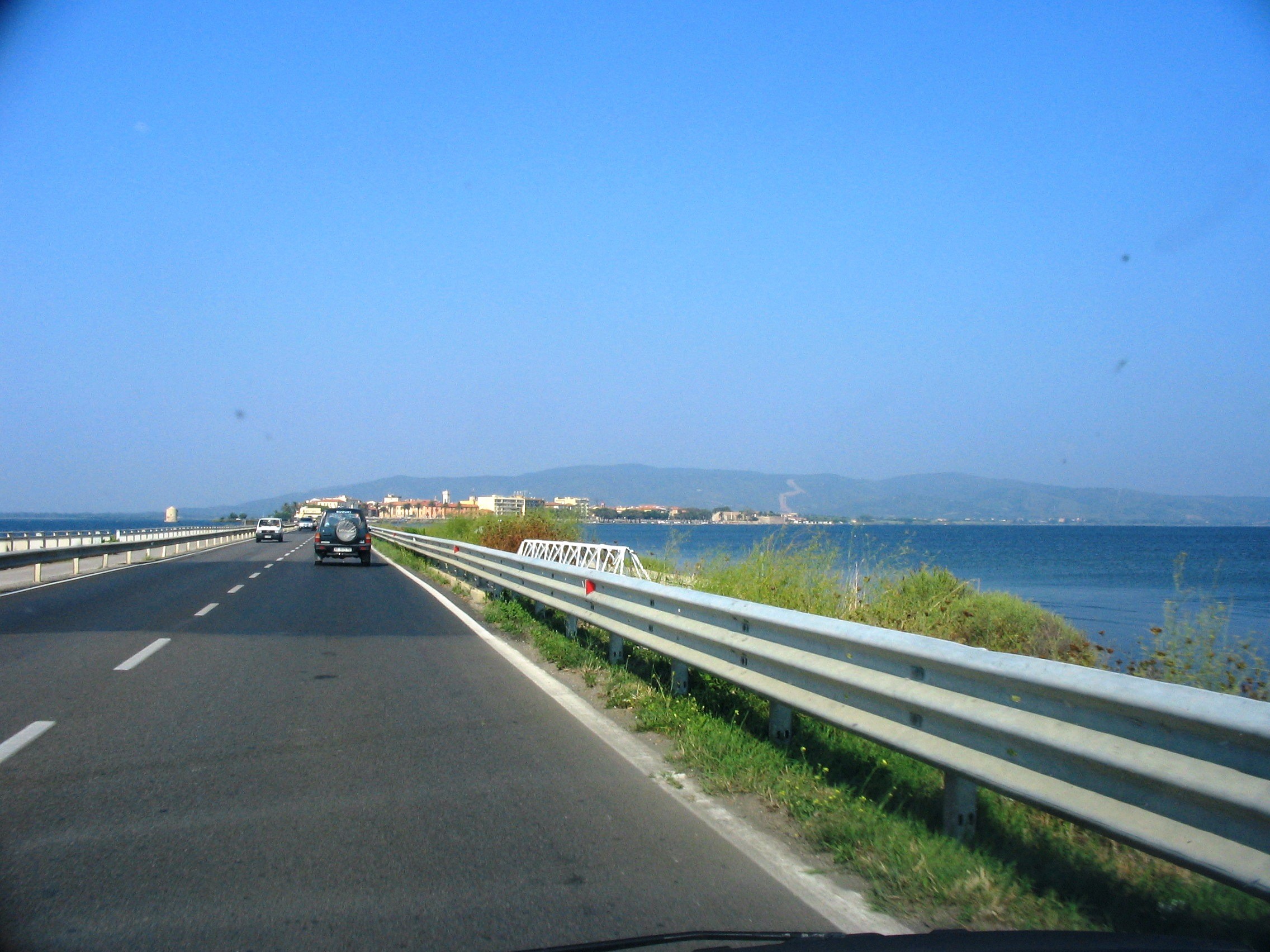
La ex SS 440 nel tratto sopra la diga Leopoldiana e sullo sfondo Orbetello

La strada ha inizio dallo svincolo di Orbetello della strada statale 1 Via Aurelia, in quel punto strada europea E80. Attraversa quindi la linea ferroviaria Tirrenica e raggiunge la località di Orbetello Scalo che ospita la stazione di Orbetello-Monte Argentario.
Il percorso conduce quindi al centro abitato di Orbetello e, una volta superato, alla diga Leopoldiana che attraversa la laguna di Orbetello.
Giunti sul promontorio dell'Argentario, e quindi nel comune di Monte Argentario, la strada segue la costa settentrionale, incrociando la SP 36 che percorre tutto il Tombolo della Giannella. Il tracciato segue quindi l'andamento della costa fino a raggiungere il centro abitato di Porto Santo Stefano.
In seguito al decreto legislativo n. 112 del 1998, dal 2001, la gestione è passata dall'ANAS alla Regione Toscana che ha provveduto al trasferimento dell'infrastruttura al demanio della Provincia di Grosseto.